# ANZAC Memorial

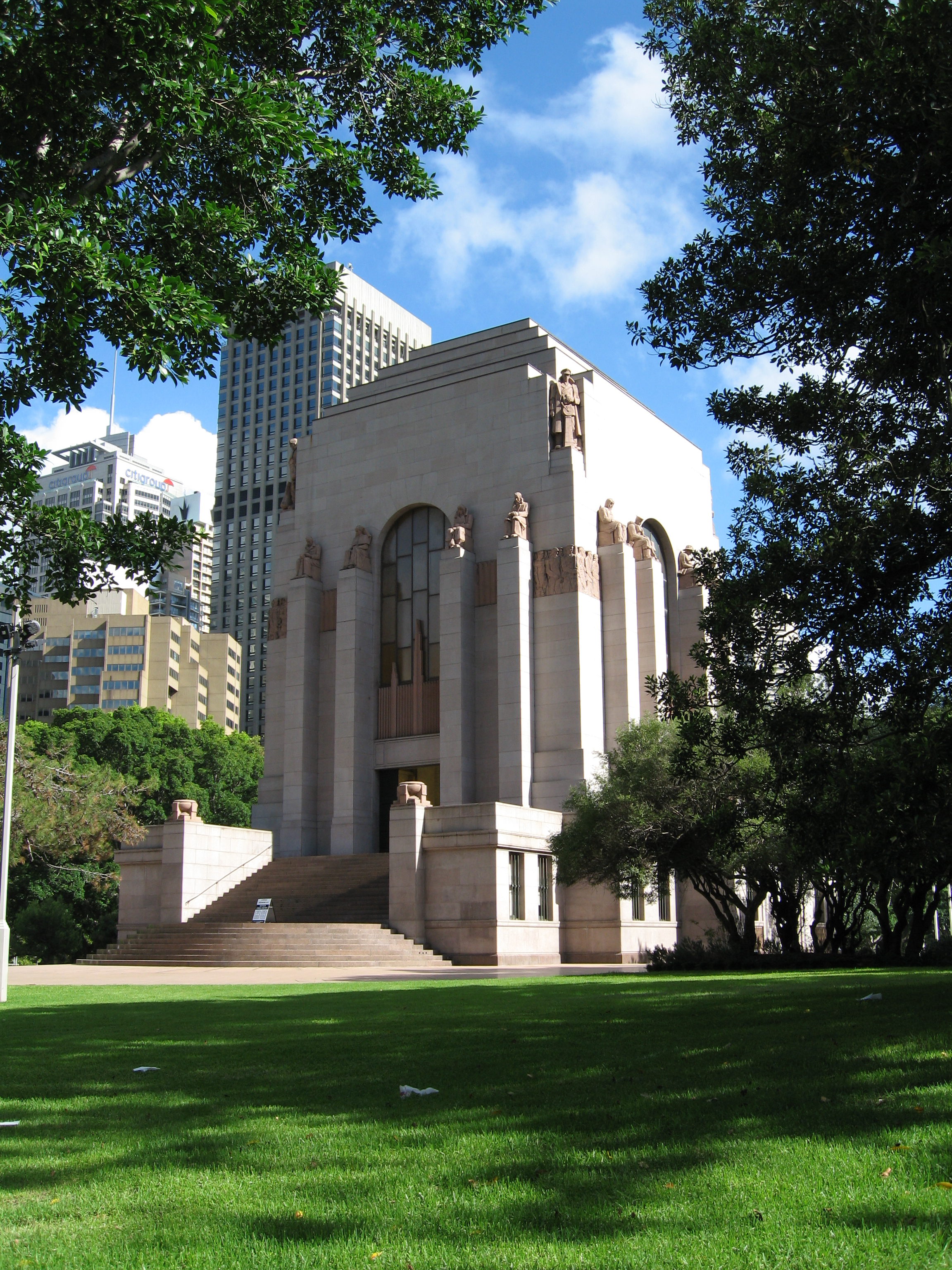
O ANZAC Memorial em Sydney

O ANZAC Memorial é um memorial dedicado aos heróis de guerra australianos e neo-zelandeses que formavam o ANZAC (Australian and New Zealand Army Corps) na I Guerra Mundial (1914-1918). O Memorial fica no Hyde Park de Sydney, Austrália.

## História
Em 25 de abril de 1916, no primeiro aniversário do desembarque das forças australianas na Turquia, um fundo foi aberto para levantar recursos para erguer um memorial permanente em homenagem às tropas australianas e neo-zelandesas. No fim da Guerra, o fundo já havia arrecadado £60 000. Havia porém falta de consenso sobre a forma e a localização do prédio.
Em 1923, foi aprovado o Ato ANZAC Memorial e a decisão oficial de se construir o monumento no Hyde Park, em Sydney. O Parlamento sancionou o projeto de construção na sua atual localidade em 1929. Um concurso foi criado para se decidir a forma que o prédio teria. 117 projetos foram recebidos de todo mundo. Em 9 de julho de 1930, o prêmio foi anunciado, sendo C Bruce Dellit o vencedor. As construções se iniciaram em novembro de 1931 com Kell and Rigby Pty Ltd como construtoras.
A pedra fundamental foi lançada em 19 de julho de 1932. O memorial foi finalizado em 1934. Alguns elementos do projeto original tiveram de ser eliminados por conta dos custos.
O Memorial foi oficialmente inaugurado por Sua Alteza Real, o Duque de Gloucerster em 24 de novembro de 1934.

## Localização
O Memorial está localizado na extremidade sul do Hyde Park no leste do centro financeiro de Sydney, é neste local onde ocorrem as celebrações do ANZAC Day, do Dia do Armistício e outras importantes ocasiões.

## Projeto
Projetado por C. Bruce Dellit, o prédio foi finalizado em 1934 e adornado com figuras e esculturas monumentais por Rayner Hoff. O Memorial é o melhor prédio público em estilo Art Déco da Austrália.

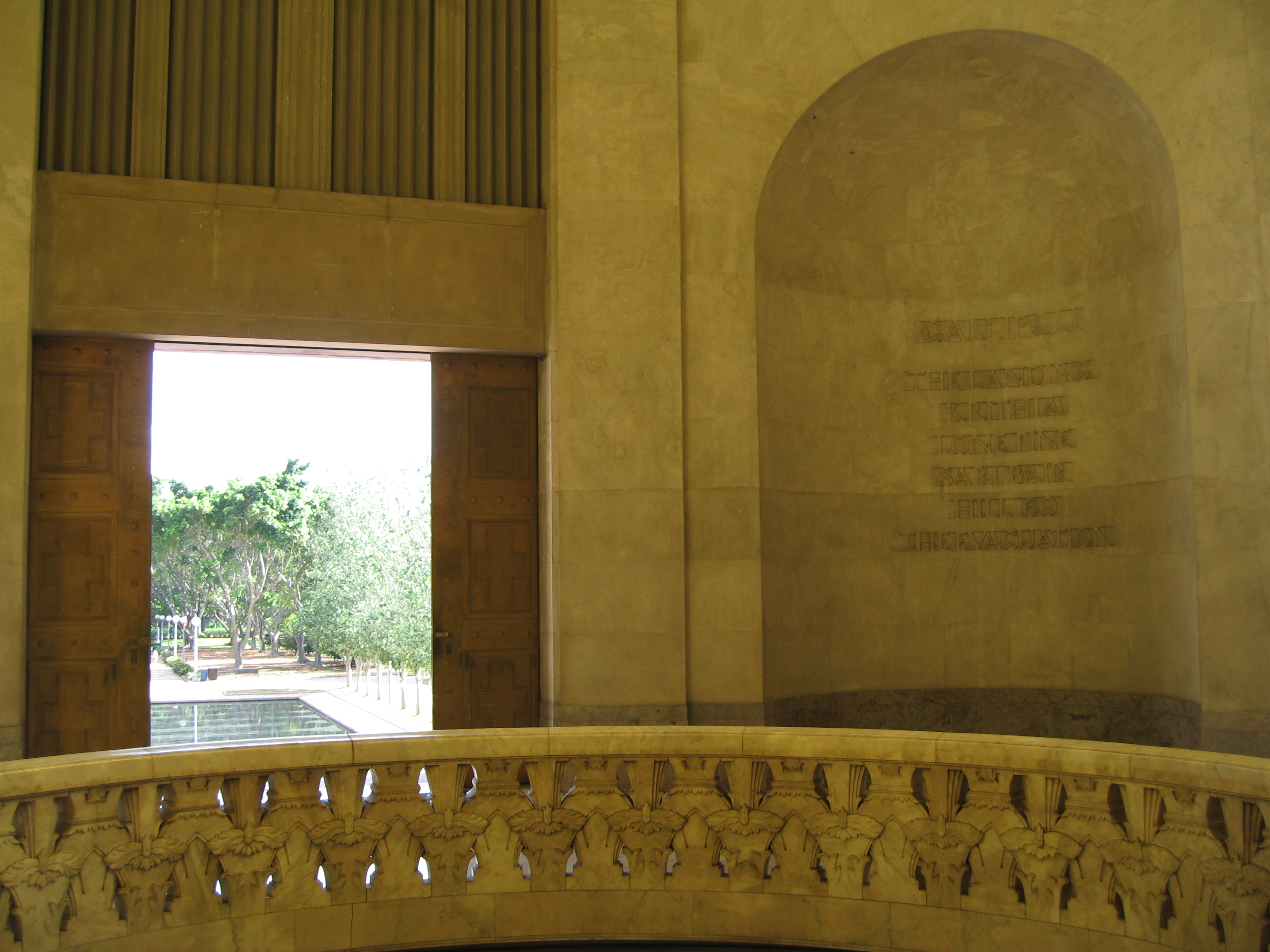
O interior é em mármore branco

O prédio é de concreto, com o exterior em granito, consistindo em uma massiva superestrutura com colunas exteriores que sustentam esculturas, com grandes janelas arqueadas com vidro amarelado em cada face, com um teto inspirado na zigurate.
O interior é amplamente composto por mármore branco, com um teto em forma de domo adornado com 120 000 estrelas douradas - cada uma representa um voluntário de guerra de Nova Gales do Sul. O acesso ao salão principal é feito por escadas nas extremidades norte e sul, enquanto o piso térreo é acessado por entradas oeste e leste onde há um museu com documentos, uniformes e jornais históricos.

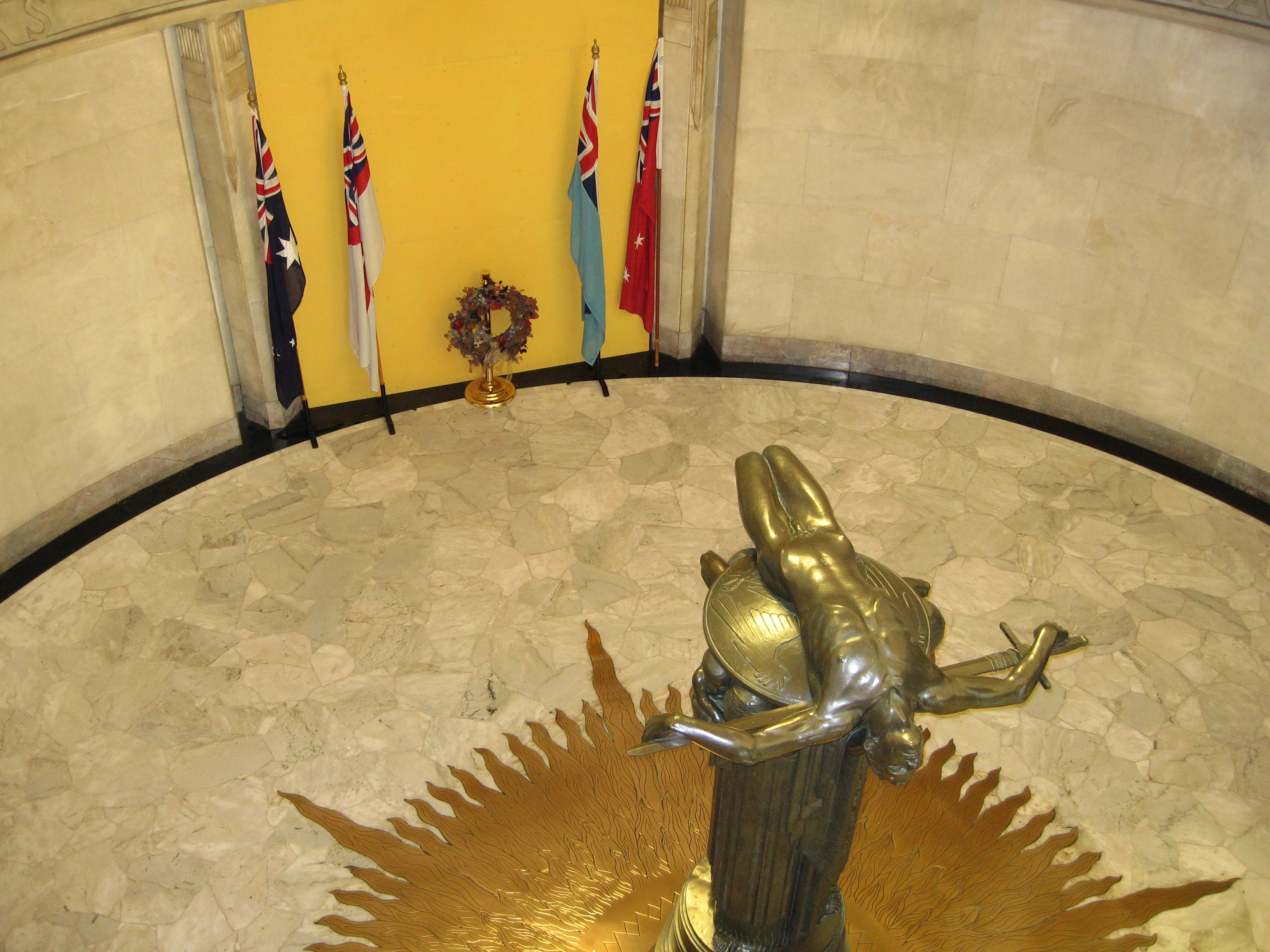
A escultura Sacrifice

A parte mais interessante do interior é a monumental escultura de bronze de Rayner Hoff, representando um soldado, apoiado em seu escudo por sua mãe, irmã e mulher. A nudez da figura masculina foi considerada chocante na época da abertura do memorial, é a única figura masculina nua em um memorial de guerra. Duas outras mais controversas figuras desenhadas por Hoff - uma com uma mulher nua - nunca foram instaladas nas faces leste e oeste, devido à oposição dos representantes da Igreja Católica local.
O exterior do prédio é adornado de algumas figuras de bronze, incluindo as 20 dos topos das colunas também feitas por Hoff.
Ao norte no Memorial, há um grande lago retangular chamado Lake of Reflections com fileiras de s. Os álamos, que não são nativos da Austrália, simbolizam as áreas na França onde as tropas australianas lutaram. No projeto original todas as faces seriam agraciadas pelas fileiras de álamos e um lago, mas nunca foram construídas.

## Outros monumentos de guerra da Austrália
- Memorial de Guerra Australiano - Camberra, Território da Capital da Austrália.
- Shrine of Remembrance - Melbourne, Victoria.
- Shrine of Remembrance - Brisbane, Queensland.